# 1376 en santé et médecine
| Années de la santé et de la médecine : 1373 - 1374 - 1375 - 1376 - 1377 - 1378 - 1379    |
| Décennies de la santé et de la médecine : 1340 - 1350 - 1360 - 1370 - 1380 - 1390 - 1400 |

Cet article présente les faits marquants de l'année 1376 en santé et médecine.

## Événements
- 8 juin : le Prince Noir meurt très probablement des suites d'une amibiase contractée en 1366 en Espagne[1].
- 10 octobre : comme l'université de Montpellier ne parvient pas à obtenir des autorités les cadavres dont ses statuts de 1340 lui prescrivent la dissection à raison d'un tous les deux ans, le duc d’Anjou, gouverneur du Languedoc, ordonne aux officiers de justice de la province de lui fournir chaque année le cadavre d’un supplicié, obligation confirmée l'année 1377 suivante par Charles II, roi de Navarre[2].
- À Lille, Marie du Pont Rohart, fondatrice de l'hôpital des Grimaretz que son mari et elle-même avaient voué en 1345 à l'accueil des pauvres passants, fait changer les statuts de cette institution pour qu'on y reçoive dorénavant les malades et les femmes en couches[3].
- Le Sénat romain exempte de taxes le médecin juif maestro Manuele et sa famille[4].

## Publications
- John Arderne (1307-1392) rédige ses Treatises of Fistula in Ano, Haemorrhoids and Clysters (« Traités de la fistule anale, des hémorroïdes et des clystères ») où il décrit notamment, sous le nom de fistule anale, une complication du kyste pilonidal du cavalier[5].
- Jean Jacme (mort en 1384), maître régent à Montpellier, médecin des papes d'Avignon Urbain V, Grégoire XI et Clément VII[6], compose son traité « de la peste » (De pestilentia[7],[8]), dont une première copie, vraisemblablement « recueilli[e] de la bouche même du maître[9] », avait déjà été rédigée par Pierre Chartreis en 1371.

## Décès
- Pierre Chasle (date de naissance inconnue, actif en 1342), maître en médecine, médecin d'André Ghilini, évêque de Tournai, et du cardinal Guy de Boulogne, puis du comte de Flandre et du comte de Saint-Pol[10].